# Península de Llŷn

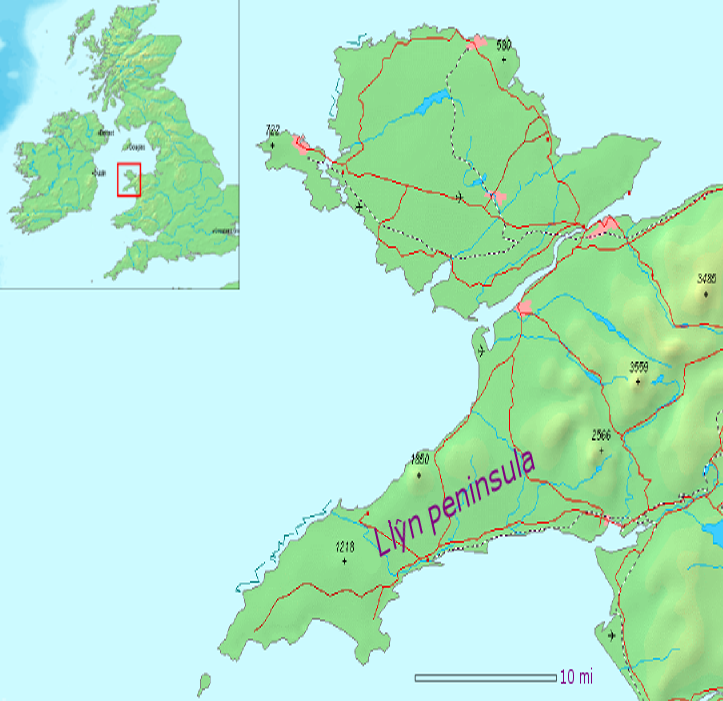
Mapa da península de Lleyn.

A península de Lleyn (em galês:  Penrhyn Llŷn, em inglês:  Llŷn Peninsula) é uma península no oeste do País de Gales que se estende cerca de 50 km pelo mar da Irlanda, a sudoeste da ilha de Anglesey. Integra o condado e região histórica de Gwynedd. Supõe-se que o seu nome é de origem irlandesa e que tem a mesma raiz (Laighin no atual gaélico irlandês) que a palavra Leinster.
Geograficamente, Llŷn é famosa pela sua paisagem, protegida em várias zonas: Zona de Costa Protegida Nacional, uma Reserva Natural em Cors Geirch e uma Zona Europeia de Conservação Marinha, bem como uma vintena de locais de interesse científico. É também uma das zonas classificadas como Area of Outstanding Natural Beauty em grande parte da costa.
Historicamente, a península foi usada por peregrinos que iam até à ilha Bardsey (Ynys Enlli em gaélico galês). o seu relativo isolamento ajudou à conservação da língua galesa e de uma cultura própria. Tal fez com que Lleyn passasse a ser um famoso destino tanto para turistas como para britânicos com segunda residência, o que terá ajudado a que os habitantes locais se tenham vistos obrigados a partir pela alta do mercado imobiliário. Nas décadas de 1970, 1980 e 1990, um misterioso grupo terrorista chamado Meibion Glyndŵr lançou uma série de ataques a segundas residências usando artefactos incendiários.

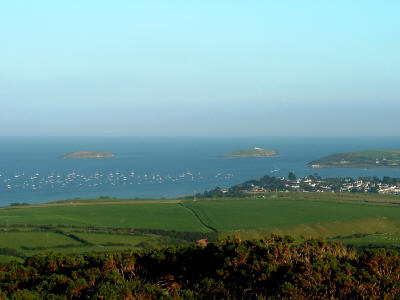
As ilhas Saint Tudwal vistas de Mynytho.

Em 19 de julho de 1984 houve um sismo na península de valor 5.4 na escala de Richter e que se sentiu em muitas partes da Irlanda e do oeste da Grã-Bretanha.
O Centro Galês da Língua e Património (Welsh Language and Heritage Center) de Nant Gwrtheyrn está situado na costa norte desta península.